# USCGC Blackthorn
El USCGC Blackthorn (WLB-391) fue un buque de boyas de navegación marítima (WLB) de 180 pies (55 m) que se hundió en 1980 en una colisión cerca del puente Sunshine Skyway Bridge en la  bahía de Tampa, lo que provocó la muerte de 23 miembros de la tripulación.
El Blackthorn fue inicialmente asignado a los Grandes Lagos para tareas de rompehielos, pero después de solo unos meses, fue reasignado a San Pedro, California. Sirvió en San Pedro durante varios años antes de ser llevado a la región de la costa del Golfo para servir en Mobile, Alabama, luego transferido a Galveston, Texas para los últimos años de su servicio hasta el accidente.
En 1979-1980, el Blackthorn se sometió a una revisión importante en Tampa, Florida. El 28 de enero de 1980, mientras salía de la bahía de Tampa después de la revisión, chocó contra el petrolero SS Capricorn. Poco después de la colisión, el Blackthorn volcó, muriendo 23 de sus tripulantes. El buque fue sacado a flote para la investigación y fue hundido en el golfo de México después de que se completó la investigación. Actualmente sirve como arrecife artificial para el buceo y la pesca recreativos.

## Hundimiento
El Blackthorn, que acababa de completar su revisión en la Gulf Tampa Drydock Company, que incluía la revisión de los principales generadores de propulsión, zarpó de la bahía de Tampa la noche del 28 de enero de 1980. Mientras tanto, el petrolero Capricorn, propiedad de Kingston Shipping Company y operado por Apex Marine Corporation de Nueva York, se encontraba parado (viajando con derecho de paso) en la bahía. El capitán del Blackthorn, el teniente comandante George Sepel, había abandonado el puente del barco para investigar un problema con el eje de propulsión recién instalado. El alférez John Ryan estaba al mando.
Anteriormente, el buque había sido alcanzado por el Kazakhstan, un barco de pasajeros ruso. Cuando el Kazakhstan le pidió poder pasar, el Blackthorn navegó a estribor, lo que le permitió pasar. El Blackthorn luego navegó hasta casi la mitad del canal y retomó el rumbo. (Algunos sostienen que la brillante iluminación del barco de pasajeros impidió que las tripulaciones del Blackthorn y el Capricorn pudieran verse entre sí).
El Capricorn comenzó a virar a la izquierda, pero este rumbo no permitiría que el Capricorn y el Blackthorn pasaran de babor a babor, como generalmente exigían las reglas de navegación. Incapaz de establecer contacto por radio con el Blackthorn, el piloto del Capricorn hizo sonar dos breves silbidos para que los barcos pasaran de estribor a estribor. Con el oficial de cubierta del Blackthorn (Alférez Ryan) confundido con respecto al procedimiento operativo estándar y las reglas de navegación, el capitán del Blackthorn dio órdenes de acción evasiva. A pesar de la acción evasiva del Blackthorn, se produjo una colisión.
Los daños que sufrió el Blackthorn en el impacto inicial no fueron graves, pero el ancla del Capricorn estaba listo para soltarse. El ancla se incrustó en el casco del Blackthorn y desgarró el costado de babor por encima de la línea de flotación. Luego, cuando los dos barcos se alejaron el uno del otro, la cadena se tensó. La fuerza del barco mucho más grande que tiraba de ella hizo que el Blackthorn se inclinara de lado hasta que volcó de repente. Seis miembros del personal fuera de servicio que se habían reunido cuando oyeron la alarma de colisión quedaron atrapados dentro del barco. Varios miembros de la tripulación que acababan de presentarse a bordo intentaron escapar y, en el proceso, quedaron atrapados en la sala de máquinas. Aunque 27 tripulantes sobrevivieron a la colisión, 23 perecieron.
La responsabilidad principal de la colisión recayó en el capitán del Blackthorn, el teniente comandante Sepel, ya que había designado a un oficial subalterno inexperto (el alférez Ryan) como oficial de cubierta y le había permitido navegar el barco a través de una vía fluvial desconocida y con mucho tráfico.
El comandante de la Guardia Costera de los Estados Unidos, el almirante John B. Hayes , aprobó el informe de la junta de investigación marítima sobre la colisión entre el Blackthorn y el Capricorn. La junta determinó que la causa de la colisión fue la falta de ambos buques de mantenerse bien a un lado del canal que se encontraba a estribor (lado derecho) de cada uno de los barcos. Coincidiendo con la determinación de la junta marítima sobre la causa, el comandante enfatizó en su "Acción" que la falla de las personas a cargo de ambos buques en determinar las intenciones del otro mediante el intercambio de señales de silbido apropiadas fue la causa principal contribuyente. Además, el almirante Hayes señaló que los intentos de establecer un acuerdo de paso utilizando solo comunicaciones radiotelefónicas no fueron un sustituto adecuado para el intercambio de señales de silbido adecuadas.
La junta marina encontró evidencia de violación de varias leyes de navegación por parte del capitán y el piloto del Capricorn. Se encontraron hallazgos similares por parte del oficial al mando y el oficial de cubierta del Blackthorn. Estos asuntos fueron remitidos a los comandantes de los Distritos Séptimo y Octavo de la Guardia Costera para que se investigaran más a fondo y se tomaran las medidas correspondientes.
El Comandante también actuó de acuerdo con varias recomendaciones de seguridad realizadas por la junta marina con respecto a la capacitación y el equipamiento a bordo de los buques de la Guardia Costera y consideraciones de navegación en la Bahía de Tampa.